# Charles Rennie Mackintosh
Charles Rennie Mackintosh (n. 7 iunie 1868, Glasgow City⁠(d), Scoția, Regatul Unit al Marii Britanii și Irlandei – d. 10 decembrie 1928, Londra, Anglia, Regatul Unit) a fost un arhitect, designer de interior și pictor scoțian. Rennie Mackintosh a fost unul dintre cei mai influenți designeri ai mișcări artistice Arts and Crafts și ulterior unul dintre cei mai reprezentativi artiști Art Nouveau din Regatul Unit.
Născut în Glasgow și decedat în Londra, artistul vizual scoțian a exercitat o considerabilă influență artistică asupra designului european.

## Biografie
Se naște la Glasgow în 1868. Intră în ucenicie cu arhitectul John Hutchinson între anii 1884-1889. În 1889 este desenator la biroul Honeyman and keppie din Glasgow. În 1896 are expoziție la Londra a celor Patru din Glasgow; în același an, H&K câștigă concursul Școlii de Artă din Glasgow proiectată de Macktintosh. Din 1914 el se dedică picturii, mutându-se în Anglia, mai târziu în Franța. În 1928 moare la Londra.
A pledat pentru construcții din piatră în fața celor de sticlă sau fier. Împreună cu soția Margaret MacDonald Mackintosh, sora acesteia Frances MacDonald McNair și James Herbert McNair a format Grupul „The Four”. Grupul a expus în Anglia grafică și artă decorativă la concurență cu Art Nouveau și Seccesion de pe continent. Ca și Antoni Gaudí, Mackintosh lucra cu o puternică estetică vernaculară. Combinată cu sensibilitatea lui de tip Art Nouveau, familiarizarea lui cu neogoticul scoțian a condus la o arhitectură liberă de constrângerile derivând din doctrina de la Ecole de Beaux-Arts. Ornamentațiile lui Mackintosh erau codificate în simbolismul celtic și într-o sensibilitate erotică înrudită cu picturile Georgiei O'Keeffe.

## Lucrări
- Glasgow Herald Building, (1893–1895, Glasgow)
- Martys’ Public School, (1895–1896, Glasgow)
- Glasgow School of Art (1896–1909, Scoția)
- Queen's Cross Church, (1898, Glasgow)
- Ceainăria din Argyle Street (1898-1899, Glasglow)
- Windyhill, (1900–1901, Kilmacolm, Renfrewshire)
- Haus eines Kunstfreundes, 1901, reconstrucția pentru Bellahouston Park, Glasgow
- Daily Records, (1901, Glasgow)
- Hill House, (1903, Helensburgh)
- The Willow Tearooms (1903–1904, 1917, Glasgow)
- Scotland Street School Museum of Education (1903–1906, Glasgow)
- Auchenibert, (1904–1906, Killearn, Stirlingshire)

Mackintosh a proiectat mobilier pentru unele din clădiri, inclusiv elemente de interior pentru multe din reședințele sale.

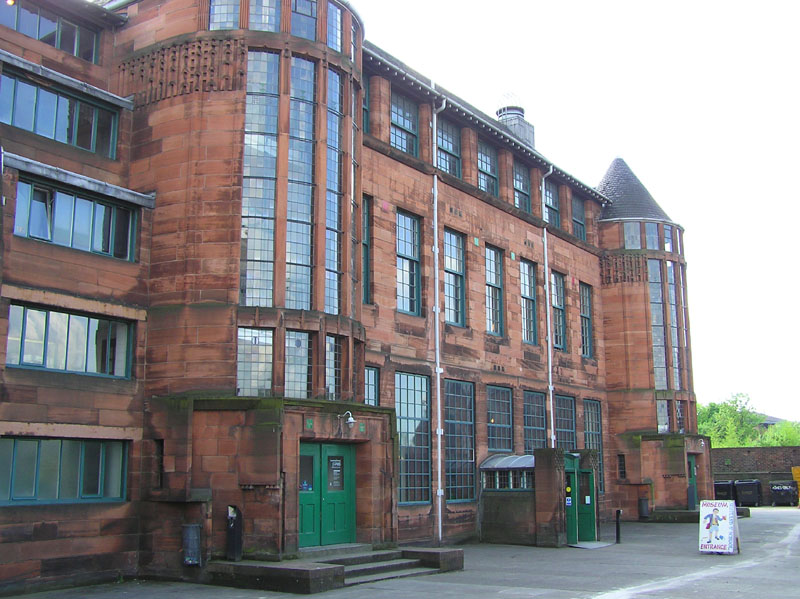
Scotland Street School, Glasgow
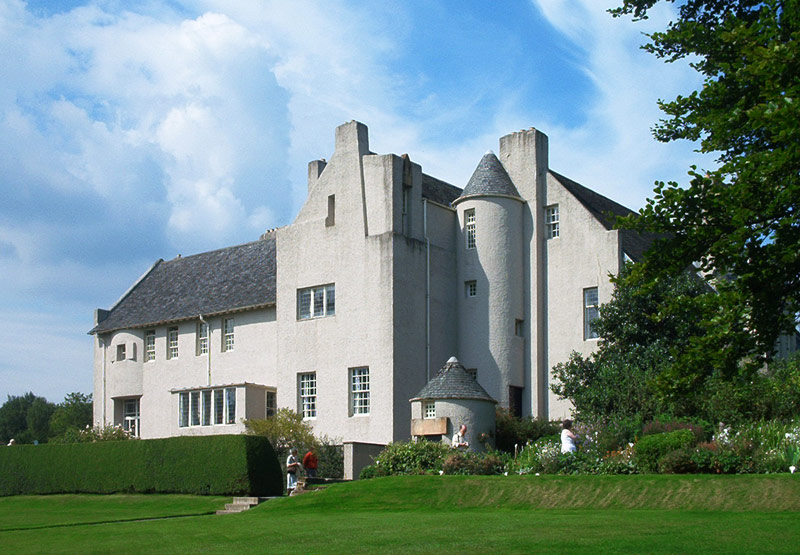
Hill House, Helensburgh
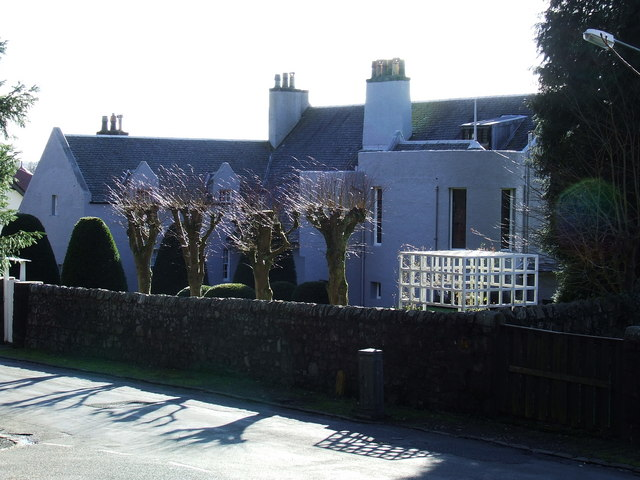
Windyhill, Kilmacolm